# Toyota Prius V

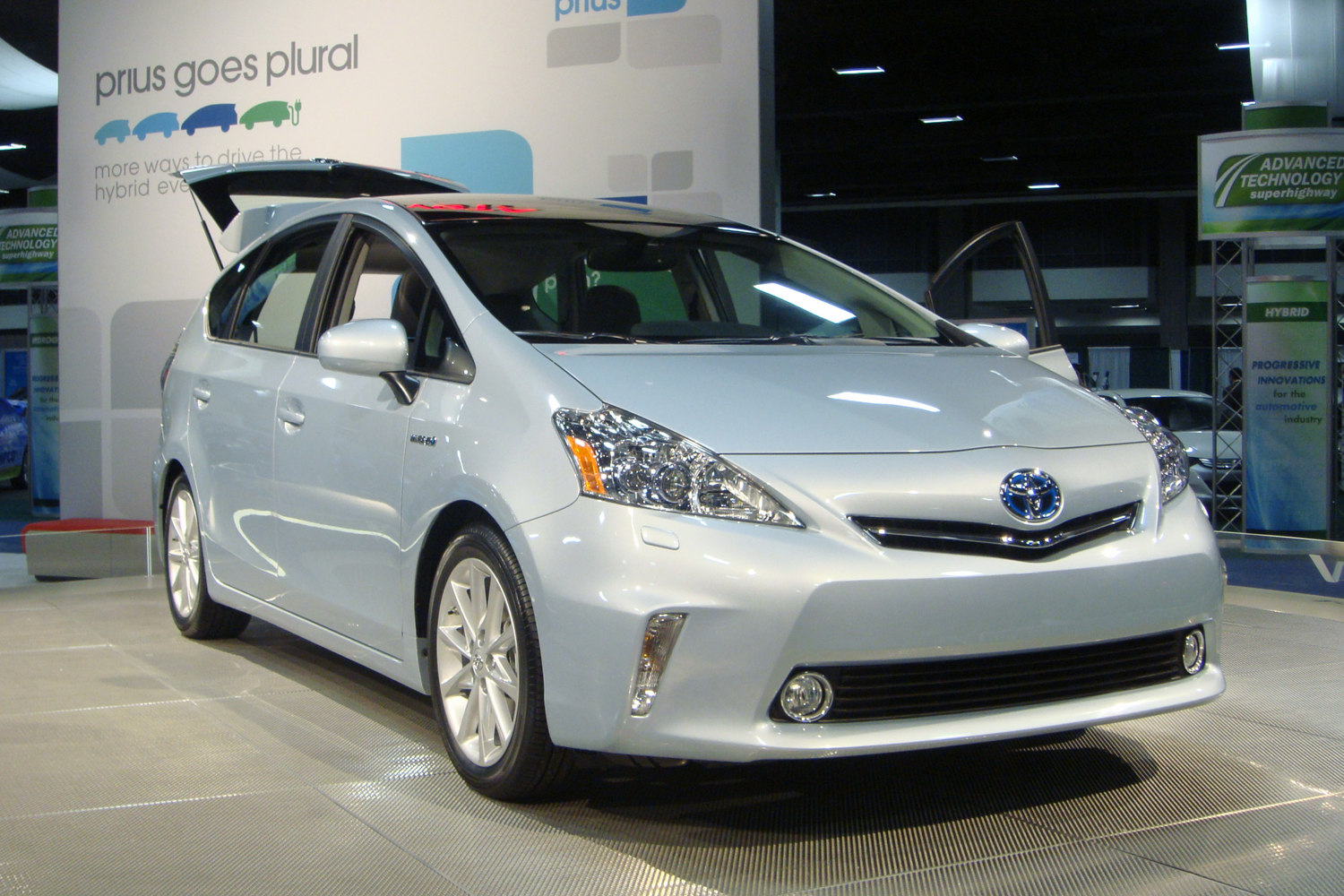
Toyota Prius v exhibido en el Salón del Automóvil de Washington D. C. de 2011.

El  Toyota Prius v, llamado Prius α en Japón, y Prius + en Europa, es un crossover híbrido eléctrico de lujo producido por Toyota Motor Corporation. Las ventas iniciaron en Japón en mayo de 2011 y fue lanzado en el mercado estadounidense en octubre de 2011. Las ventas en Europa se iniciaron a mediados de 2012. The Prius v fue presentado en el Salón del Automóvil de Detroit de 2011 y es la primera variante que se desprende de la familia Prius.
Según Toyota la "v" en el nombre es una abreviatura de "Versability" (versatilidad en español) La economía de combustible estimada es de 5.6 L/100 km (42 m.p.g) en ciudad y 6.2 L/100 km (38 m.p.g) en carretera, y ambas son menores que el rendimiento del Prius 2010.
El estilo del Prius v es similar al de una pequeña minivan Europea y tiene un coeficiente de resistencia aerodinámica de 0.29. El espacio de carga interior del Prius V es un 50% mayor que el Prius convencional, con 130 mm (5 plg) más largo y 25 mm (1 plg) más ancho, que resulta en un volumen para carga de 0.97 m³ (34.3 pies3). El motor de ciclo Atkinson de gasolina de 1.8 litros es el mismo utilizando en el Prius convencional y también comparte el sistema Hybrid Synergy Drive y la misma batería de níquel e hidruro metálico.

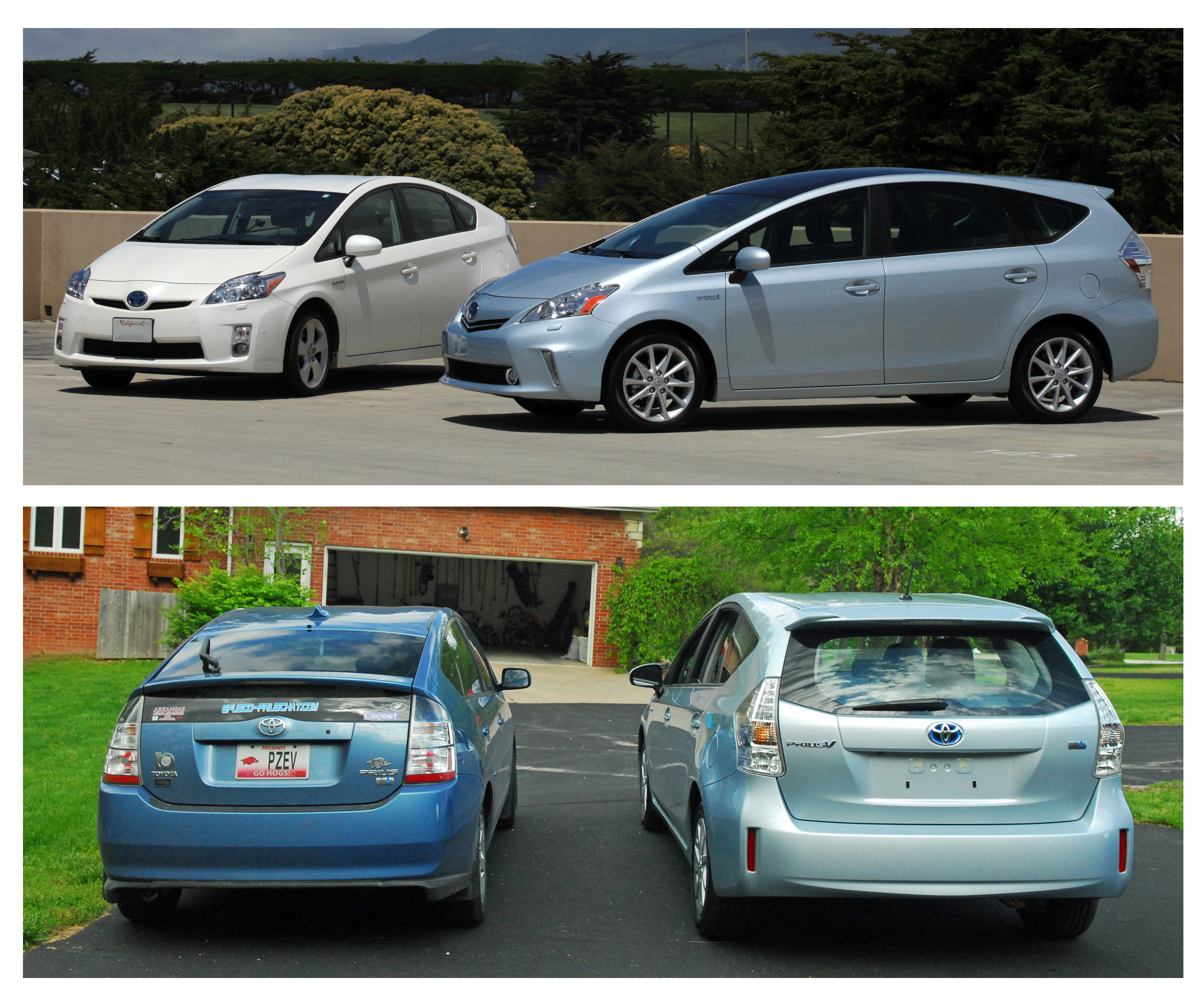
Comparación de los elementos de diseño exterior del Toyota Prius (derecha) y el Prius v (izquierda).

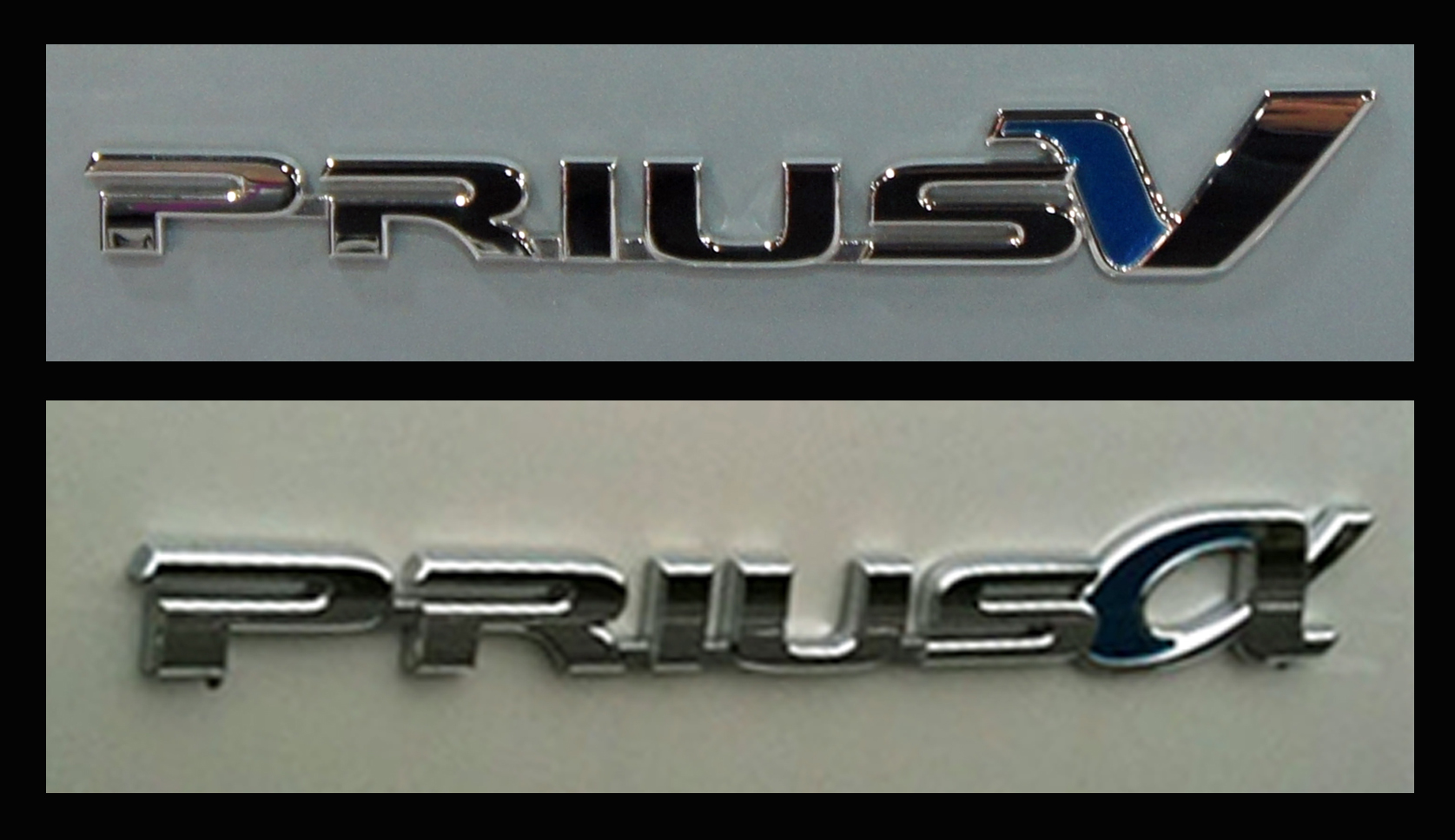
Distintivos del Prius v y del Prius α.

## Ventas
| Año           | Estados Unidos | Canadá |
| ------------- | -------------- | ------ |
| 2011          | 8,399          | 553    |
| 2012          | 40,669         | 4,077  |
| 2013          | 34,989         | 2,640  |
| 2014          | 30,762         | 2,292  |
| 2015          | 28,290         | 2,497  |
| 2016          | 14,840         | 2,105  |
| 2017          | 5,247          | 804    |
| Total 174,087 |                |        |